# Vojenský řád Marie Terezie
Vojenský řád Marie Terezie (německy Militär-Maria-Theresien-Orden) byl nejvyšší rakouský vojenský řád, který byl založen v roce 1757 a udělen poprvé v roce 1758, nejprve v habsburské monarchii, po rozpadu Svaté říše římské národa německého v Rakouském císařství a následně v Rakousku-Uhersku. Po rozpadu Rakouska-Uherska byl ještě několikrát udělen v tichosti do roku 1931. V Maďarsku se objevily snahy o jeho obnovení, naposledy byl udělen v roce 1944.

## Historie
Řád byl založen Marií Terezií na oslavu vítězství rakouských vojsk v bitvě u Kolína 18. června 1757. Řád byl udělován důstojníkům, kteří prokázali neobvyklou odvahu při boji nepříteli a za službu svému mocnářství, konkrétně byl udělován:
| „ | Für aus eigener Initiative unternommene, erfolgreiche und einen Feldzug wesentlich beeinflussende Waffentaten, die ein Offizier von Ehre hätte ohne Tadel auch unterlassen können. | “ |

Což znamená, že řád byl udělen „za vykonání takového činu osobní statečnosti, který by za běžných okolností nebyl vyžadován a přesto byl vykonán, případně spolu s tímto činem při vojenské akci provedení mimořádně důležitého a dovedného rozhodnutí.“ Interpretace této části stanov dala vzniknout velmi populární legendě, že byl řád udělován, za úspěšné neuposlechnutí rozkazu, což však nebyla pravda. Při udílení nehrálo roli náboženské vyznání, rasa, hodnost ani společenské postavení. Řád byl výlučně udělován za hrdinské činy, ve výjimečných případech z dynastických důvodů.
Zprvu měl řád dvě třídy, velký a rytířský kříž. Později byl řád Josefem II. doplněn ještě o střední komandérskou třídou a hvězdu pro velkokřižovníky 15. října 1765. Nositelé řádu, kteří získali rytířský kříž měli nárok na doživotní šlechtický titul rytíř (Ritter) a následně se mohli domáhat dědičného titulu svobodného pána. Řád byl také spjat s doživotní rentou od 1.500 do 400 zlatých ročně a vdovy po příslušnících řádu měly nárok na polovic této renty.
Po roce 1918 císař Karel I. převedl svá práva k řádu na řádovou kapitulu a proběhlo ještě několik tichých řádových promocí. Poslední řádová promoce proběhla v roce 1931, kdy bylo také dohodnuto, že již nebude řád dále udělován. Do tohoto roku bylo uděleno 1039 malých křížů, 140 komandérských křížů a 61 velkokřížů. Později se o obnovení řádu snažil Miklós Horthy v Maďarsku z titulu regenta. Nakonec byl tímto "maďarským" řádem vyznamenaný pouze jeden člověk, generálmajor Ladislaus Oszlanyi v roce 1944. Posledním žijícím členem řádu byl Gottfried von Banfield, vyznamenaný v roce 1917, který zemřel v roce 1986.

## Organizace a insignie
Velmistry řádu byli nástupci Marie Terezie – habsburští monarchové. Kromě toho ještě věci řádu spravovali další tři řádoví úředníci: kancléř, pokladník a grefiér.
Řádovým odznakem byl specifický, tzv. tereziánský, kříž, který měl tlapatá ramena, ukončená vlnovitě prohnutou linií. Ve středu byl medailon vyplněný Habsburky adoptovaným babenberským erbem s okružím, na kterém napsáno „FORTITUDINI“ (statečnost). Na reverzu řádu jsou iniciály „MTF“ (MT pro Marii Terezii a F pro Františka I.) uzavřený do zlatého vavřínového věnce a zeleného mezikruží. Později přidaná řádová hvězda kopírovala tvar tereziánského kříže, byla však poněkud větší a měla mezi rameny vložený zelený věnec. Její ramena byla stříbrně dracounovaná nebo briliantovaná. Stuha byla bílá se širokými červenými okraji.

## Třídy a způsoby nošení
Řád Marie Terezie se dělil do celkem 3 tříd, a to po úpravě v roce 1765.
- velkokříž (odznak na velkostuze, hvězda)
- komandér (odznak na krku, od roku 1765)
- rytíř (odznak na prsou)[2]

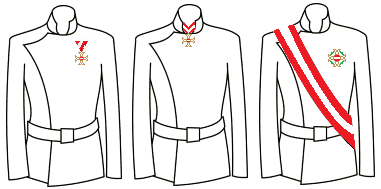
Způsob nošení řádu Marie Terezie na vojenské uniformě od nejnižší k nejvyšší třídy (zleva).

Podle pravidel se musel řád nosit in natura pouze na vojenské uniformě. Z toho důvodu byly zavedeny miniatury na řetízku, které se připínaly na civilní oblečení (konkrétně na levou klopu saka).

## Udělování řádu

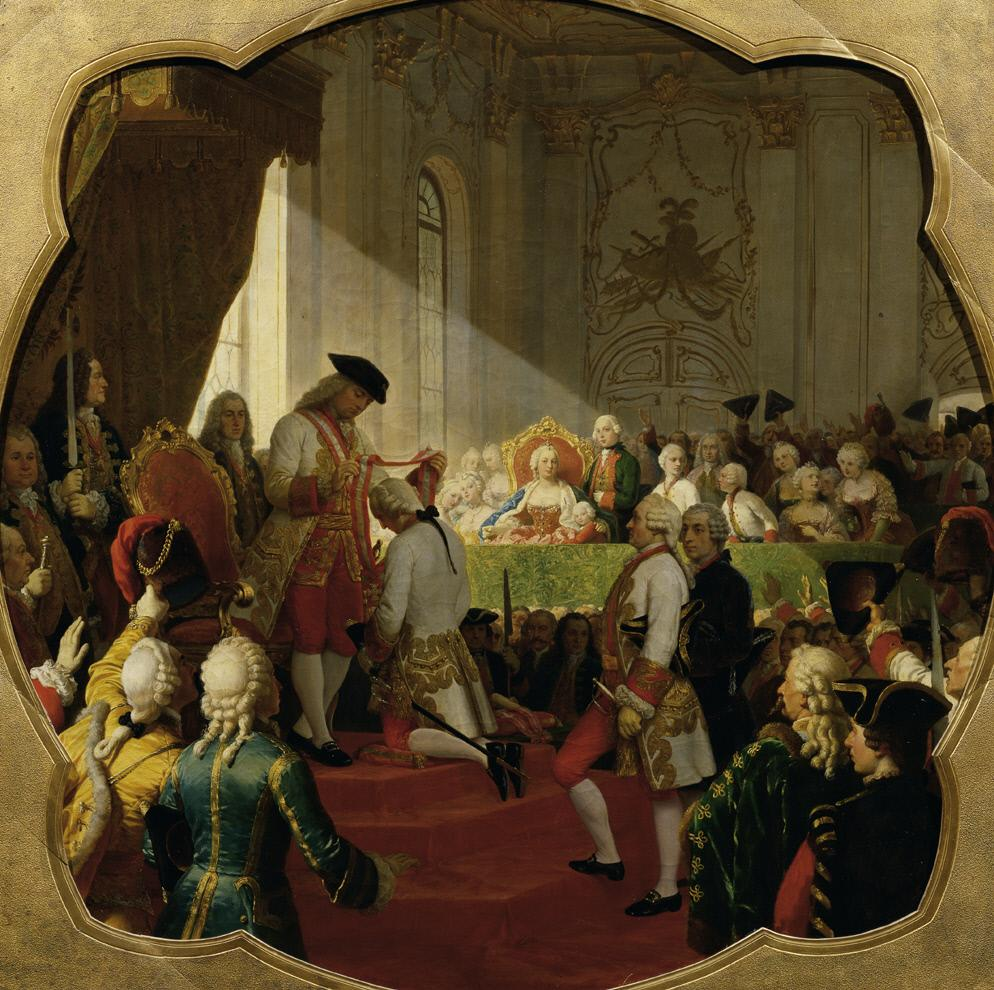
Vyobrazení první promoce v roce 1758, císař František Štěpán dekoruje velkokřížem Řádu Marie Terezie svého bratra prince prince Karla Alexandra Lotrinského, vpravo na stupínku stojí maršál Leopold Josef z Daunu (obraz Karla von Blaase, 1868, sbírky Belvederu

Několik dní po bitvě u Kolína napsala Marie Terezie maršálu Daunovi blahopřejný a děkovný dopis, v němž mu zároveň udělovala velkokříž nově zřízeného řádu, jehož název ještě nebyl určen. První skutečná řádová promoce se konala až 7. března 1758, při níž před Daunem dostal přednost císařův bratr Karel Alexandr Lotrinský. Na základě pozdějších stanov rozhodovala o udělování řádová kapitula, v období napoleonských válek ale bylo uděleno několik velkokřížů z osobního rozhodnutí císaře Františka I. a bez oficiální řádové promoce (vévoda Wellington, kníže Blücher). Udělení řádu muselo být doloženo konkrétními činy, statečností nebo aktivitou na bojišti nad rámec služebních povinností. Od tohoto pravidla bývalo upuštěno v případě příslušníků císařské rodiny, u nichž byly jako zásluhy uvedeny obecným zdůvodněním za vojenské služby. Týkalo se to ostatně hned prvního dekorovaného nositele velkokříže prince Karla Alexandra Lotrinského, který se jako vojevůdce příliš nevyznamenal. Suverénem řádu byl vždy panovník, Marie Terezie přenesla tuto hodnost na manžela císaře Františka Štěpána. Řádovým kancléřem byl jako první ustanoven významný politik kníže Václav Antonín Kounic, ve funkci řádového kancléře jej pak následovali nástupci v úřadu státního kancléře, takže dlouholetým představitelem řádu byl například kníže Metternich. Po jeho úmrtí v roce 1859 zůstala funkce řadu let neobsazena, později byl řádovým kancléřem například Friedrich Ferdinand von Beust, poté ji zastávali zasloužilí důstojníci, na počátku 20. století byl řádovým kancléřem dlouholetý uherský ministr zeměbrany Géza Fejérváry. Od roku 1918 byl řádovým kancléřem polní maršál Franz Conrad von Hötzendorf (1852–1925), který byl také posledním nositelem velkokříže mimo příslušníky panovnických rodin. Za první světové války bylo uděleno několik velkokřížů panovníkům spojeneckých států bez skutečných zásluh na bojišti (německý císař Vilém II.). Řádová kapitula formálně ukončila činnost v roce 1931 (řádovým kancléřem byl v té době Engelbert Dollfuss). 
Od začátku existence řádu bylo uděleno celkem 61 velkokřížů.

### Nositelé velkokříže Řádu Marie Terezie

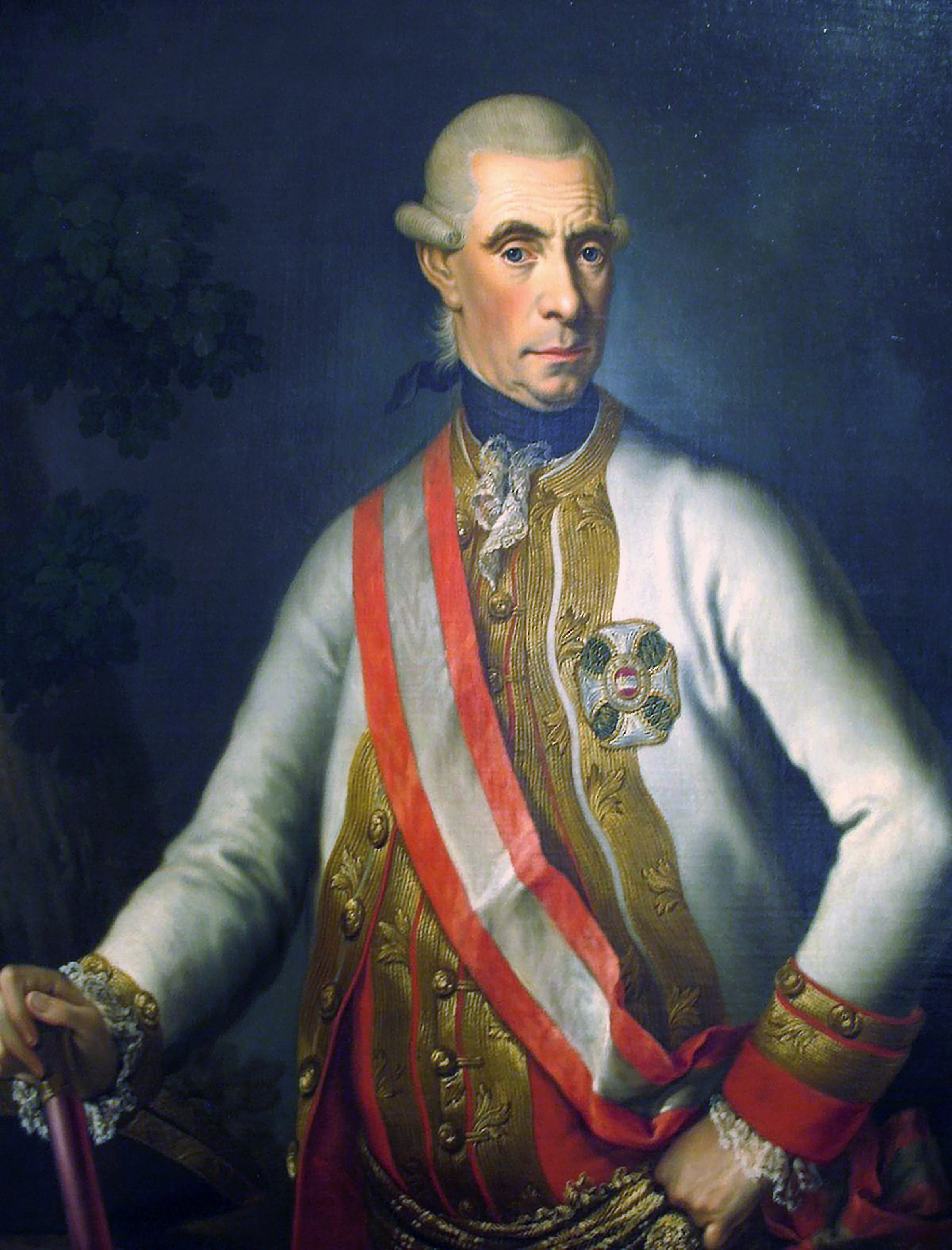
Ernst Gideon von Laudon s velkokřížem Řádu Marie Terezie

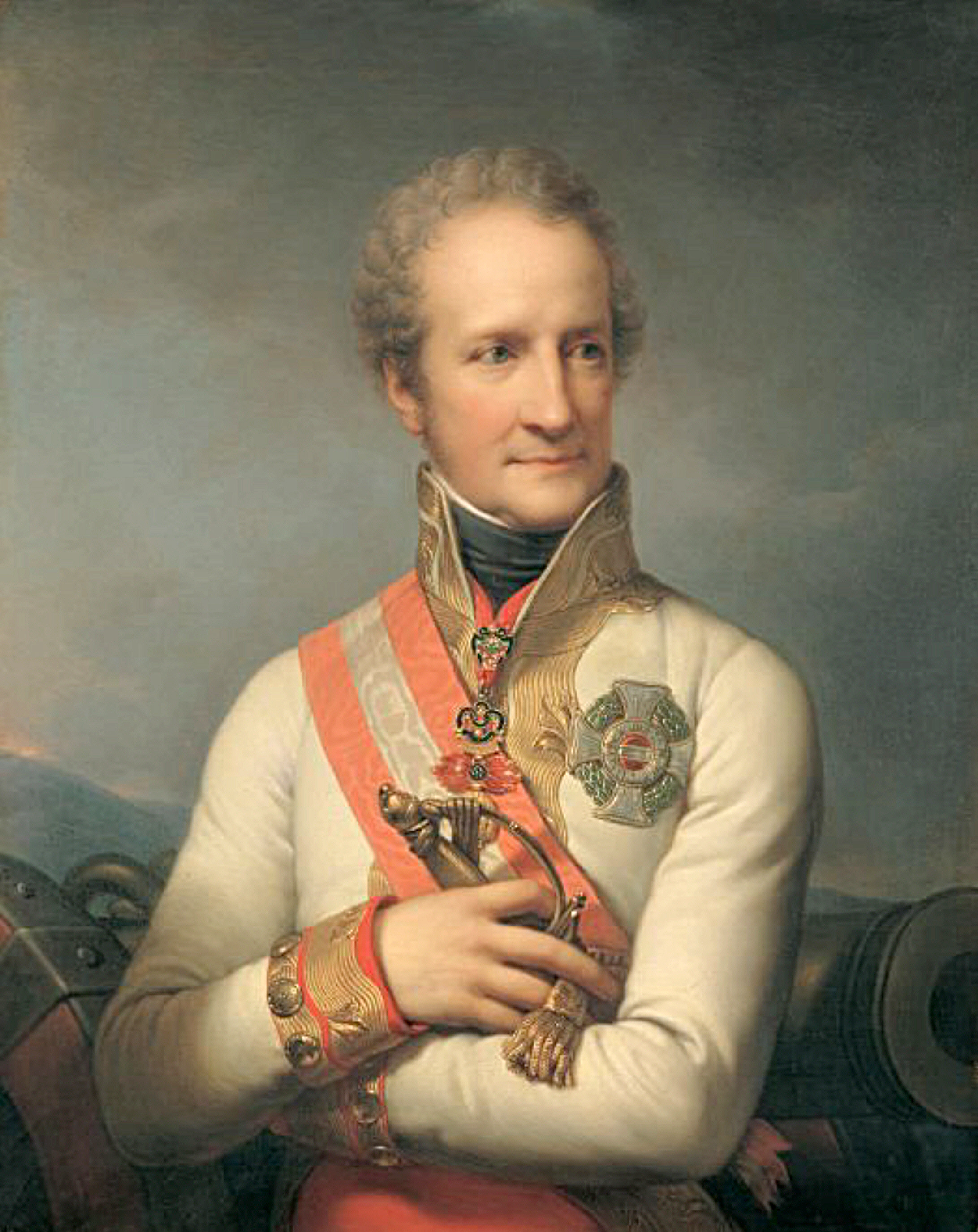
Kníže Jan Josef z Lichtenštejna s velkokřížem Řádu Marie Terezie

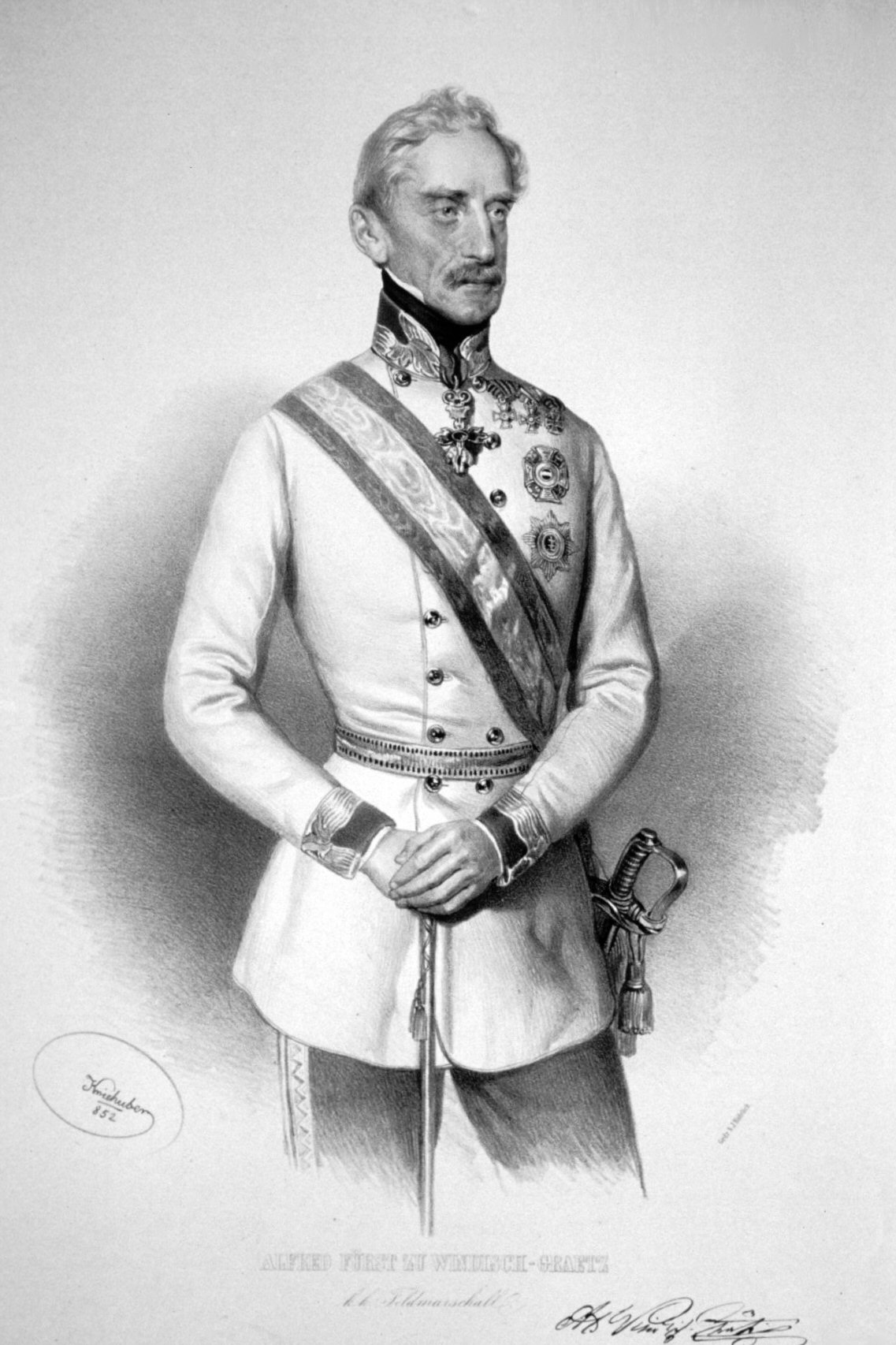
Kníže Alfred Windischgrätz s velkokřížem Řádu Marie Terezie

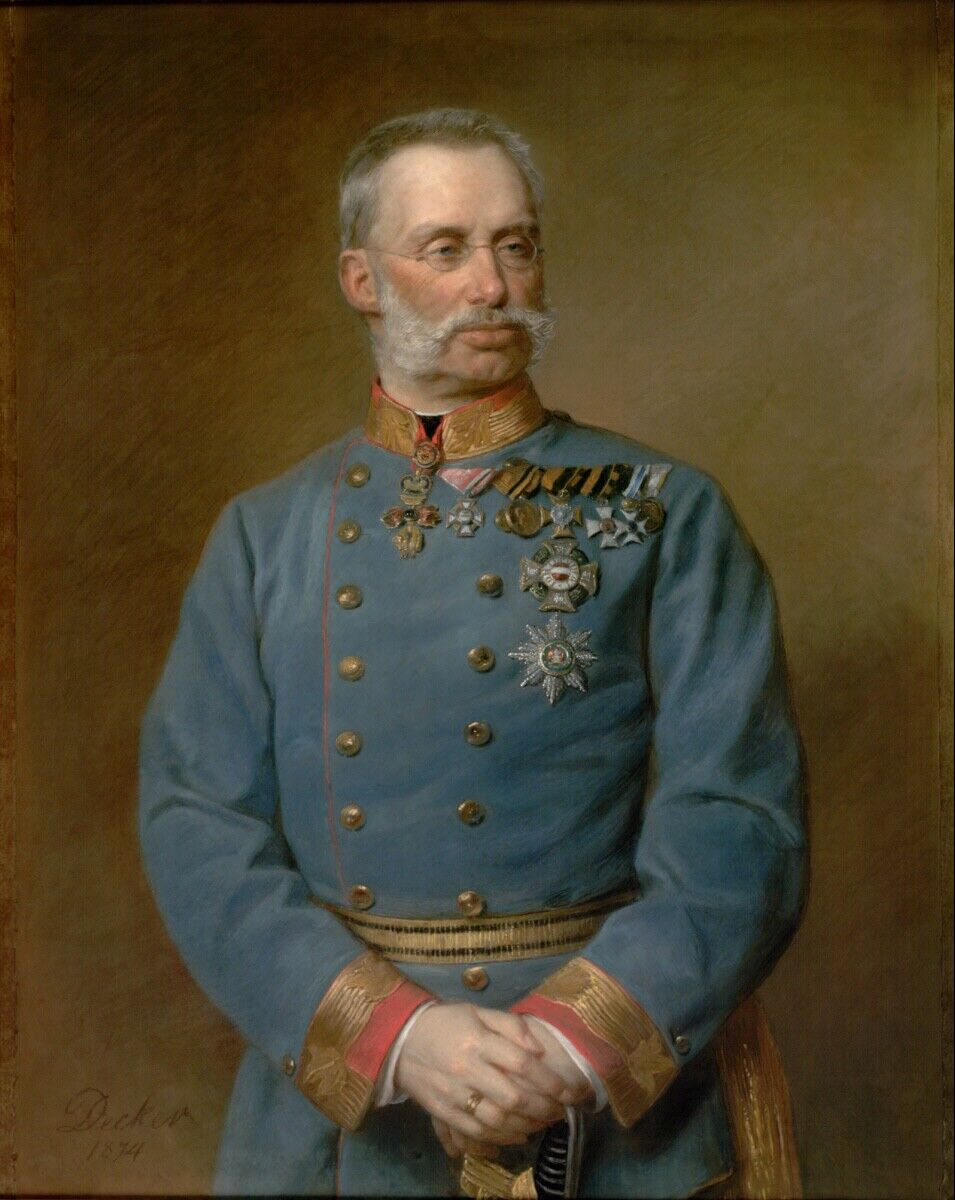
arcivévoda Albrecht

| Datum promoce                         | Nositel                                                     | Hodnost               | Důvod udělení                           |
| ------------------------------------- | ----------------------------------------------------------- | --------------------- | --------------------------------------- |
| 7.3.1758                              | Karel Alexandr Lotrinský (1712–1780)                        | polní maršál          | vojenské služby                         |
| 7.3.1758                              | Leopold Josef hrabě z Daunu (1705–1766)                     | polní maršál          | bitva u Kolína                          |
| 7.3.1758                              | František Leopold hrabě Nádasdy (1708–1783)                 | polní maršál          | bitva u Kolína                          |
| 7.3.1758                              | Andrej hrabě Hadik z Futaku (1710–1790)                     | polní podmaršál       | dobytí Berlína                          |
| 4.12.1758                             | Claudius svobodný pán Sincère (1696–1769)                   | polní podmaršál       | bitva u Hochkirchu                      |
| 4.12.1758                             | Ernst Gideon svobodný pán Laudon (1717–1790)                | polní podmaršál       | bitva u Domašova                        |
| 4.12.1758                             | Ernst Dietrich Marschall von Burgholzhausen (1692–1771)     | polní zbrojmistr      | obrana Olomouce                         |
| 4.12.1758                             | František Mořic hrabě Lacy (1725–1801)                      | polní podmaršál       | bitva u Hochkirchu                      |
| 4.12.1758                             | Karel Raimund vévoda z Arenbergu (1721–1778)                | polní zbrojmistr      | bitva u Hochkirchu                      |
| 23.1.1760                             | Bedřich Michael princ Falcko-Zweibrückenský (1724–1767)     | polní maršál          | tažení v roce 1759                      |
| 23.1.1760                             | Jan Zikmund hrabě Maquire of Inniskillen (1710–1767)        | polní podmaršál       | tažení v roce 1759                      |
| 23.1.1760                             | Friedrich Levin svobodný pán von Beck (1700–1768)           | polní podmaršál       | tažení v roce 1759                      |
| 22.12.1761                            | Friedrich Georg hrabě Wied-Runkel (1712–1779)               | polní zbrojmistr      | bitva u Torgau                          |
| 22.12.1761                            | Karel hrabě O'Donnell (1715–1771)                           | generál jezdectva     | bitva u Torgau                          |
| 22.12.1761                            | Adolf Nikolaus svobodný pán von Buccow (1712–1764)          | generál jezdectva     | bitva u Torgau                          |
| 21.10.1762                            | František hrabě Guasco de Clavières (1708–1763)             | polní podmaršál       | obrana Svídnice                         |
| 21.10.1762                            | Arnošt Bedřich hrabě Giannini (1719–1775)                   | generálmajor          | obrana Svídnice                         |
| 21.10.1762                            | Jean-Baptiste de Gribeauval (1715–1789)                     | maréchal de camp      | obrana Svídnice                         |
| 21.11.1763                            | Josef Antonín svobodný pán Brentano di Cimaroli (1719–1764) | polní podmaršál       | obrana Svídnice                         |
| 21.11.1763                            | Kristián Filip kníže Löwenstein-Wertheim (1719–1781)        | generál jezdectva     | tažení v roce 1762                      |
| 15.10.1765                            | arcivévoda Leopold, velkovévoda toskánský (1747–1792)       |                       | neuvedeno                               |
| 13.8.1789                             | Bedřich Josiáš princ Sasko-Koburský (1737–1815)             | generál jezdectva     | bitva u Fokšan                          |
| 12.10.1789                            | Karel Klemens hrabě Pellegrini (1720–1796)                  | polní maršál          | dobytí Bělehradu                        |
| 19.12.1790                            | arcivévoda František (1768–1835)                            | následník trůnu       | účast ve válce s Osmanskou říší         |
| 19.12.1790                            | František Sebastian hrabě de Clerfayt (1733–1798)           | polní zbrojmistr      | bitva u Kalefatu                        |
| 19.12.1790                            | Josef Nikolaus svobodný pán de Vins (1732–1798)             | polní zbrojmistr      | bitva u Cetinje                         |
| 19.12.1790                            | Blasius Columban svobodný pán von Bender (1713–1798)        | polní zbrojmistr      | tažení v Rakouském Nizozemí             |
| 31.12.1792                            | Bedřich Vilém princ Hohenlohe-Kirchberg (1732–1796)         | polní zbrojmistr      | obrana Trevíru                          |
| 1.4.1793                              | arcivévoda Karel Ludvík (1771–1847)                         | generálmajor          | bitva u Neerwindenu                     |
| 20.10.1793                            | Josef Jan hrabě Ferraris (1726–1814)                        | polní maršál          | dobytí Valenciennes                     |
| 25.10.1793                            | Dagobert Zikmund hrabě Wurmser (1724–1797)                  | generál jezdectva     | tažení na Rýně                          |
| 7.7.1794                              | Ferdinand Bedřich August princ Württemberský (1763–1834)    | polní podmaršál       | tažení v Nizozemí                       |
| 7.7.1794                              | Jan Petr svobodný pán Beaulieu-Marconnay (1725–1819)        | polní podmaršál       | tažení v Nizozemí                       |
| 7.7.1794                              | Josef svobodný pán Alvinczy de Barberek (1735–1810)         | polní zbrojmistr      | tažení v Nizozemí                       |
| 11.5.1796                             | Maxmilián hrabě Baillet de Latour (1737–1806)               | polní zbrojmistr      | tažení na Rýně                          |
| 31.12.1799                            | Alexandr Vasiljevič kníže Suvorov (1730–1800)               | ruský polní maršál    | tažení v Itálii                         |
| 31.12.1799                            | ruský velkokníže Konstantin Pavlovič                        |                       |                                         |
| 18.8.1801                             | Jan Josef kníže z Lichtenštejna (1760–1836)                 | polní podmaršál       | bitva na řece Trebia                    |
| 22.1.1806                             | Michail Illarionovič kníže Goleniščev-Kutuzov (1745–1813)   | ruský generál pěchoty | bitva u Slavkova                        |
| 2.5.1809                              | arcivévoda Jan (1782–1859)                                  | generál jezdectva     | tažení 1809                             |
| 19.10.1813                            | Karel Filip kníže ze Schwarzenbergu (1771–1820)             | polní maršál          | bitva u Lipska                          |
| nedatováno (osobní rozhodnutí císaře) | Karel XIV. Johann, švédský král (1763–1844)                 | maršál Francie        |                                         |
| nedatováno (osobní rozhodnutí císaře) | Arthur Wellesley, 1. vévoda z Wellingtonu (1769–1852)       | britský polní maršál  |                                         |
| nedatováno (osobní rozhodnutí císaře) | Gebhard Leberecht kníže Blücher z Wahlstattu (1742–1819)    | pruský polní maršál   |                                         |
| nedatováno (osobní rozhodnutí císaře) | Frederick, vévoda z Yorku (1763–1827)                       | britský polní maršál  |                                         |
| 5.12.1823                             | Ludvík Antonín, vévoda z Angoulême (1775–1844)              | francouzský dauphin   |                                         |
| 30.7.1848                             | Josef Václav hrabě Radecký z Radče (1766–1858)              | polní maršál          | bitva u Custozzy                        |
| 22.8.1849                             | Ivan Fjodorovič kníže Paskevič (1782–1856)                  | ruský polní maršál    | tažení v Uhrách 1848–1849               |
| 26.3.1850                             | Alfred kníže Windischgrätz (1787–1062)                      | polní maršál          | potlačení revoluce 1848 v Praze a Vídni |
| 26.3.1850                             | Julius svobodný pán von Haynau (1786–1853)                  | polní zbrojmistr      | potlačení revoluce v Uhrách             |
| 29.8.1866                             | arcivévoda Albrecht (1817–1894)                             | polní maršál          | vítězství na frontě v Itálii 1866       |
| 27.8.1914                             | Vilém II. (1859–1941)                                       | německý císař         |                                         |
| 25.11.1916                            | arcivévoda Bedřich (1856–1934)                              | polní maršál          |                                         |
| 15.1.1917                             | arcivévoda Evžen (1863–1954)                                | polní maršál          |                                         |
| 1.3.1917                              | Franz hrabě Conrad von Hötzendorf (1852–1925)               | polní maršál          |                                         |
| 7.6.1917                              | Ferdinand I. Bulharský (1861–1948)                          | bulharský car         |                                         |
| 30.6.1917                             | Ludvík III.                                                 | bavorský král         |                                         |
| 28.11.1917                            | Fridrich August III. Saský (1865–1932)                      | saský král            |                                         |
| 17.8.1918                             | Paul von Hindenburg (1847–1934)                             | německý polní maršál  |                                         |
| 17.8.1918                             | August von Mackensen (1849–1945)                            | německý polní maršál  |                                         |

## Významní nositelé
V 18. století patřil k nejvýznamnějším nositelům například maršál Ernst Gideon von Laudon (velkokříž s brilianty) nebo ruský vojevůdce maršál Alexandr Vasiljevič Suvorov. V 19. století byli vyznamenáni například polní maršál Karel Filip ze Schwarzenbergu (postupně rytíř, komandér, velkokříž), polní maršál Josef Václav Radecký z Radče (postupně rytíř, komandér a později velkokříž řádu), polní maršál arcivévoda Karel Ludvík (velkokříž s brilianty), generál Leopold ze Šternberka (velkokříž s brilianty), generálmajor Josef von Smola (rytíř a komandér), generál z období napoleonských válek Václav Jan Frierenberger a další.

## Galerie

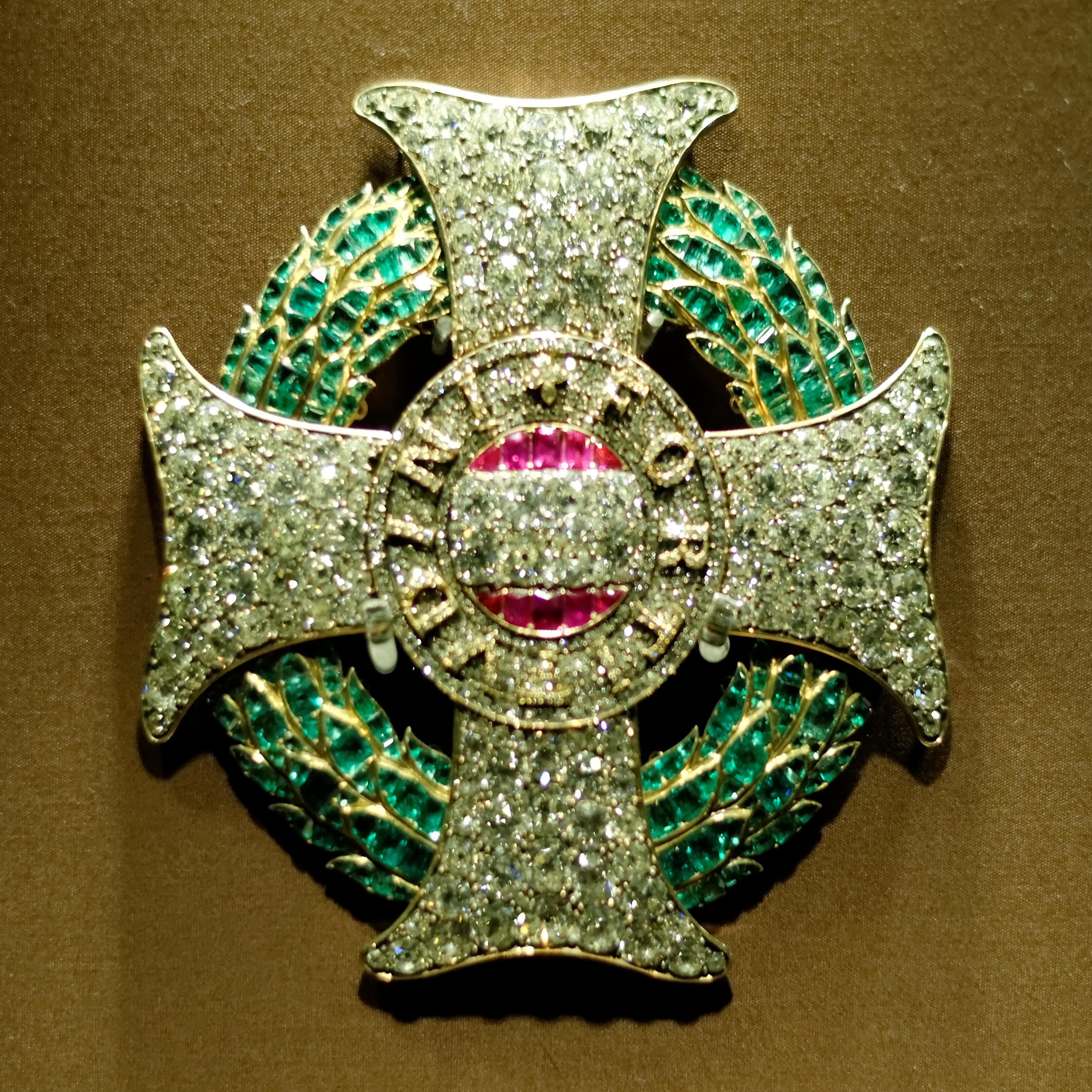
Hvězda velkokříže řádu s brilianty
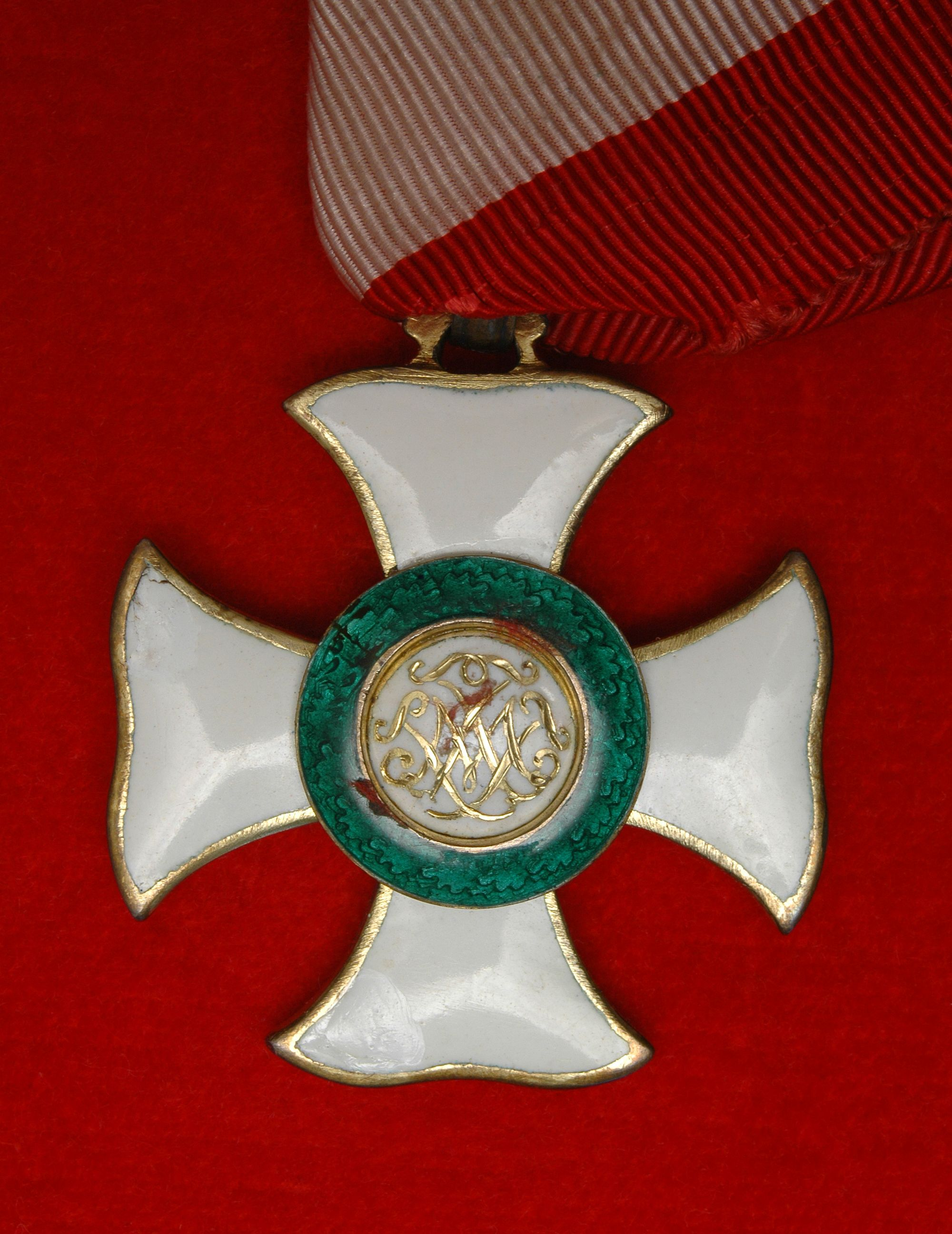
Revers řádu s iniciálami Marie Terezie a Františka Lotrinského
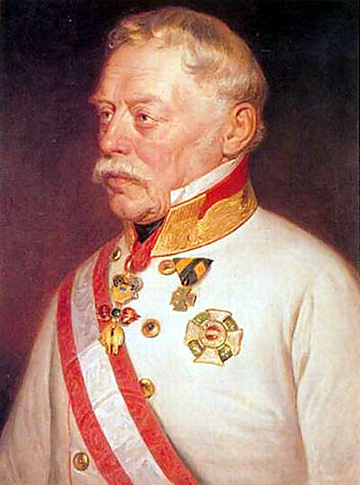
Maršál Radecký s hvězdou velkokříže řádu
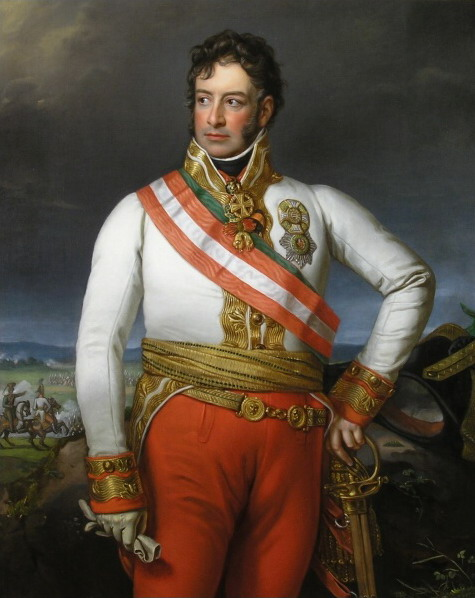
Maršál Karel Filip ze Schwarzenbergu s velkostuhou a hvězdou velkokříže